# Аши, Патрик
Патрик Аши (фр. Patrick Achi; род. 17 ноября 1955, Париж, Франция) — ивуарийский государственный и политический деятель, исполняющий обязанности Премьер-министра Кот-д’Ивуара с 8 марта 2021 по 6 октября 2023 года, министр экономики Кот-д’Ивуара (2010—2017).

## Биография
Родился в семье отца-ивуарца и матери-бретонки. Получил диплом магистра физики в университете Кокоди. Позже учился в Высшей школе электрики в Супелеке, затем изучал инжиниринг и управление инфраструктурой в Стэнфордском университете (США).
Член Демократической партии Кот-д’Ивуара. Работал официальным представителем правительства при президенте Алассане Уаттаре.
С 2010 по 2017 год занимал пост министра экономики Кот-д’Ивуара. С 2020 года — Генеральный секретарь Канцелярии президента Кот-д’Ивуара в ранге Государственного министра.
В связи с госпитализацией и последовавшей смертью премьер-министра Амеда Бакайоко 8 марта 2021 года глава администрации Аши был назначен исполняющим обязанности премьер-министра Кот-д’Ивуара.
В октябре 2021 года его имя было упомянуто в Документах Пандоры. Он контролировал по крайней мере до 2006 года Allstar Consultancy Services Limited, офшорную компанию, расположенную на Багамах и созданную в 1998 году через номинального держателя, в то время как Ачи был правительственным уполномоченным в Ivorian Electricity Company (CIE) и техническим советником министра энергетики.
Уаттара одновременно с роспуском правительства отстранил Ачи от занимаемой должности 6 октября 2023 года.